# Liste des bataillons de l'United States Marine Corps
 (mars 2016).
Cet article est une liste des bataillons du Corps des Marines des États-Unis, triés en fonction des missions qu'ils exécutent.

## Unités actives

### Ground Combat Element battalions

#### Bataillons d'infanterie

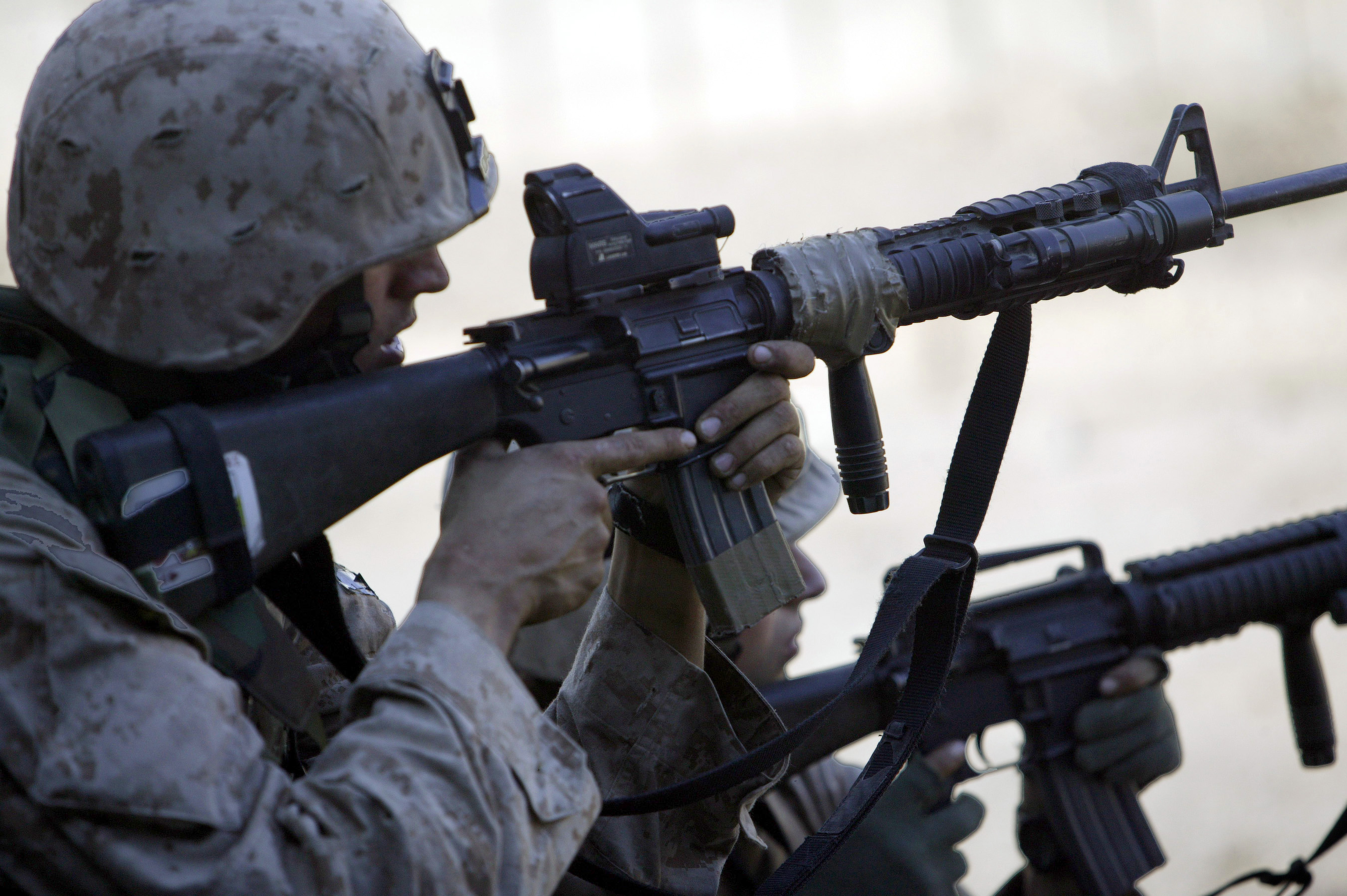
Fusiliers

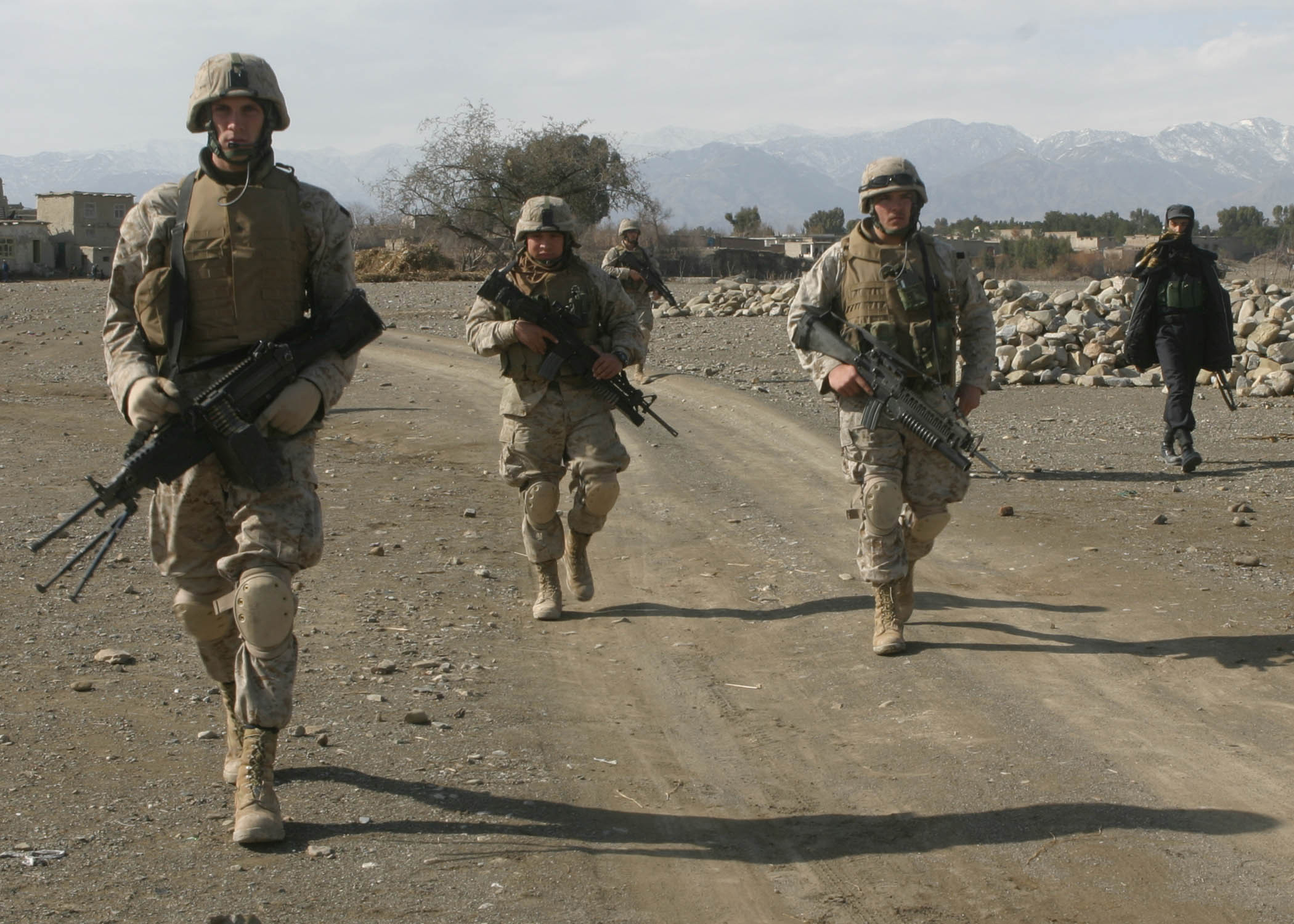
Marines en patrouille

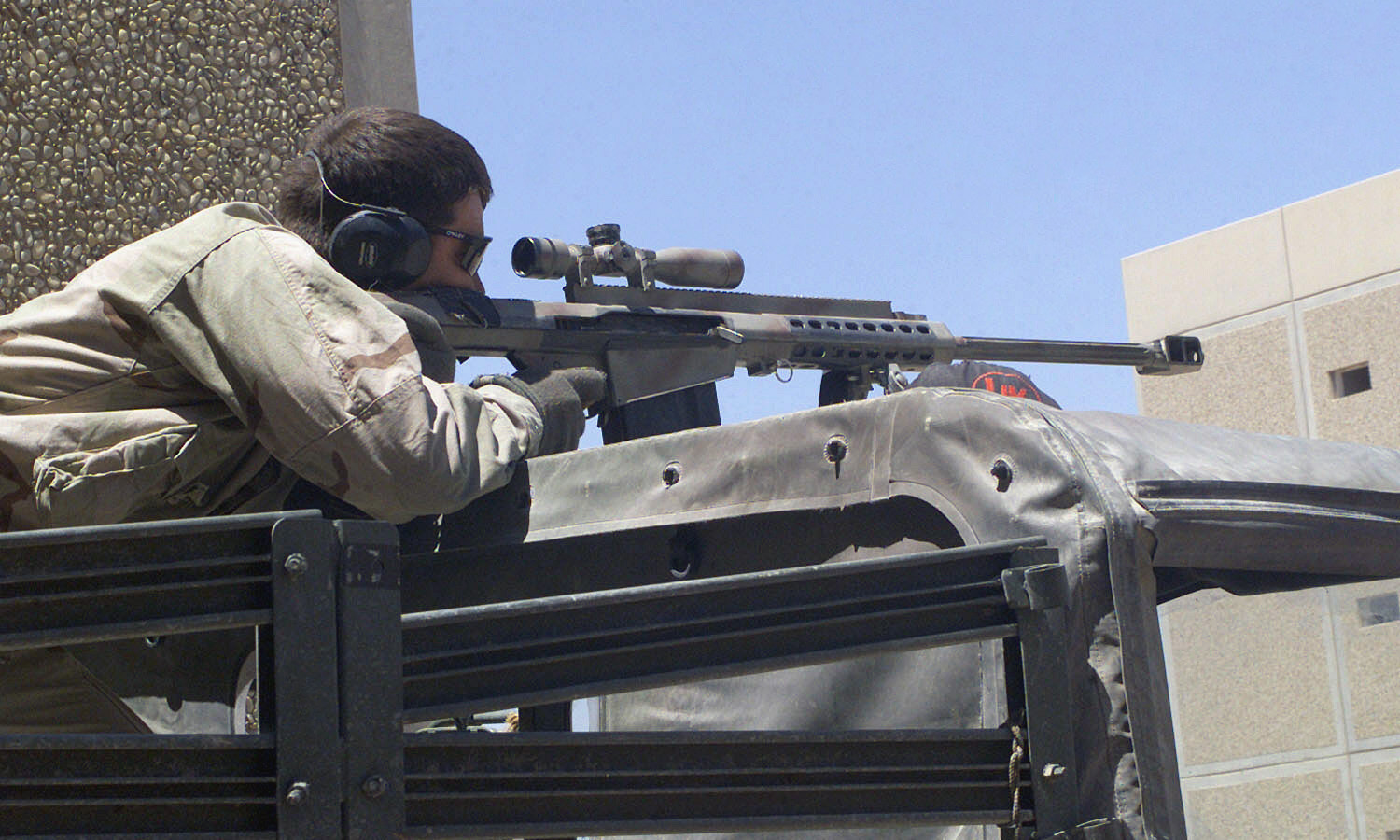
United States Marine Corps Scout Sniper

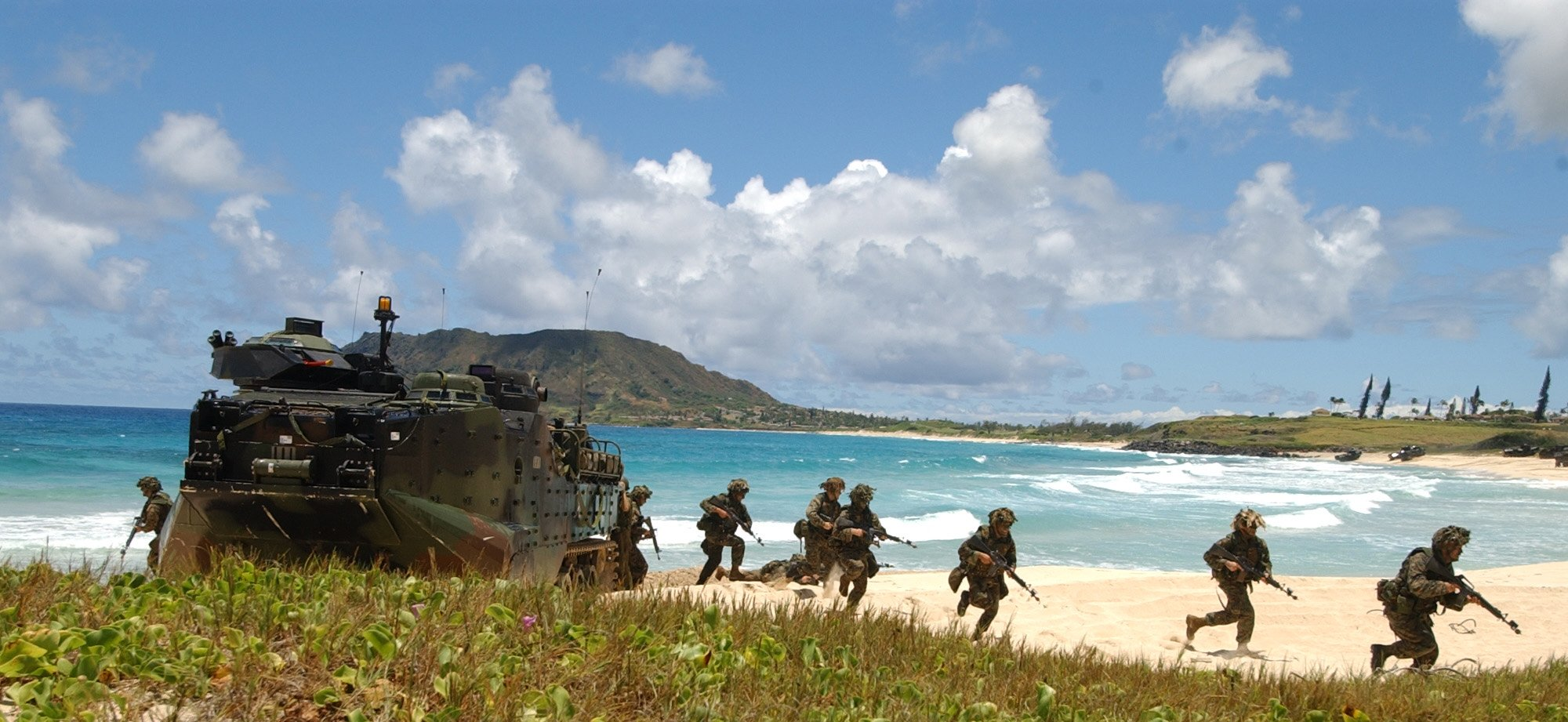
Troupe mécanisée

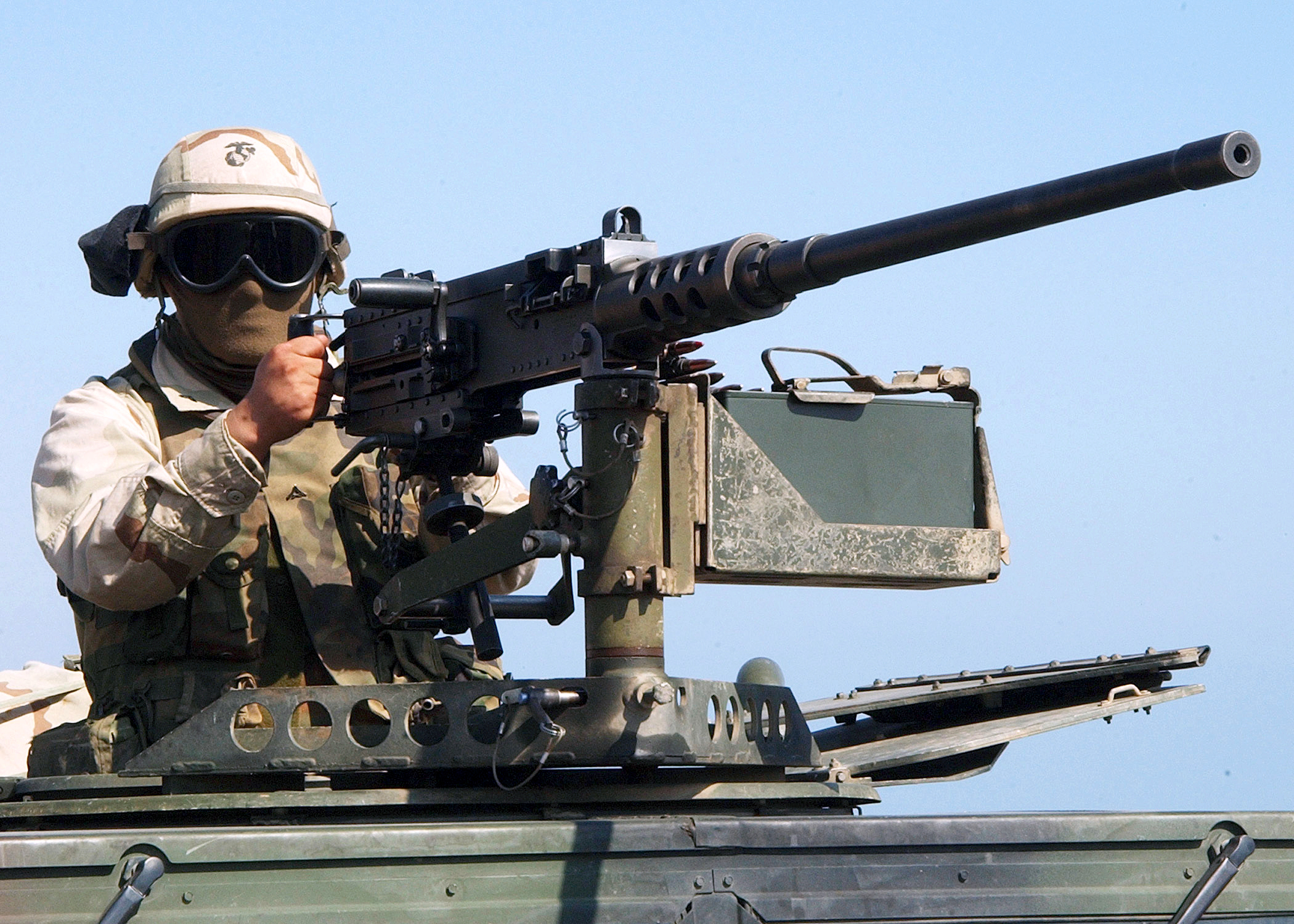
Marines avec un M2 .50cal

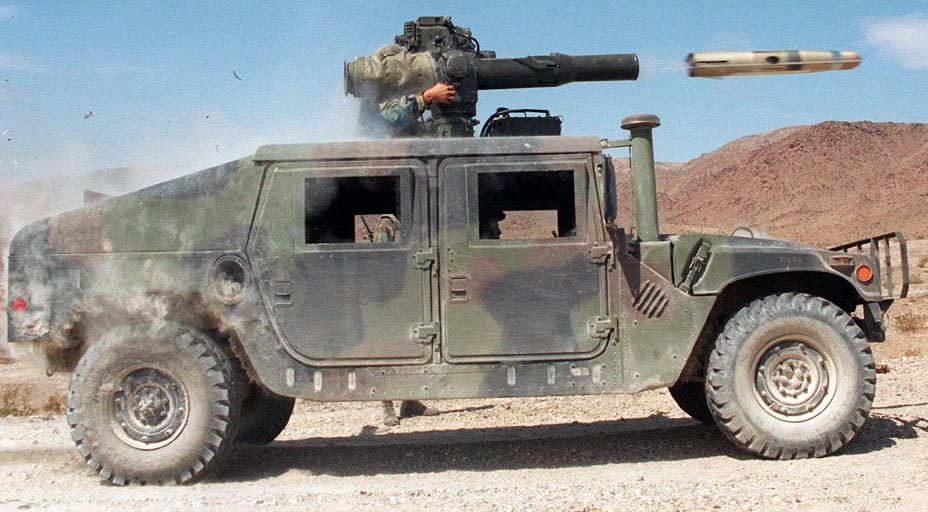
Tir de missile anti-tank.

| Bataillon                  | Insigne | Surnom                    | Localisation                        |
| -------------------------- | ------- | ------------------------- | ----------------------------------- |
| 1st Battalion 1st Marines  |         | First of the First        | Camp Pendleton, Californie          |
| 2nd Battalion 1st Marines  |         | The Professionals         | Camp Pendleton, Californie          |
| 3rd Battalion 1st Marines  |         | Thundering Third          | Camp Pendleton, Californie          |
| 1st Battalion 2nd Marines  |         | Timberwolf                | Camp Lejeune, Caroline du Nord      |
| 2nd Battalion 2nd Marines  |         | Warlords                  | Camp Lejeune, Caroline du Nord      |
| 3rd Battalion 2nd Marines  |         | Betio Bastards            | Camp Lejeune, Caroline du Nord      |
| 1st Battalion 3rd Marines  |         | Lava Dogs                 | MCB Hawaii, Hawaï                   |
| 2nd Battalion 3rd Marines  |         | Island Warriors           | MCB Hawaii, Hawaï                   |
| 3rd Battalion 3rd Marines  |         | America's Battalion       | MCB Hawaii, Hawaï                   |
| 1st Battalion 4th Marines  |         | The China Marines         | Camp Pendleton, Californie          |
| 2nd Battalion 4th Marines  |         | Magnificent Bastards      | Camp Pendleton, Californie          |
| 3rd Battalion 4th Marines  |         | Darkside                  | MCAGCC Twentynine Palms, Californie |
| 1st Battalion 5th Marines  |         | Geronimo                  | Camp Pendleton, Californie          |
| 2nd Battalion 5th Marines  |         | Raiders or Marauders      | Camp Pendleton, Californie          |
| 3rd Battalion 5th Marines  |         | Darkhorse                 | Camp Pendleton, Californie          |
| 1st Battalion 6th Marines  |         | '1/6 HARD'                | Camp Lejeune, Caroline du Nord      |
| 2nd Battalion 6th Marines  |         | The Ready Battalion       | Camp Lejeune, Caroline du Nord      |
| 3rd Battalion 6th Marines  |         | Teufelhunden              | Camp Lejeune, Caroline du Nord      |
| 1st Battalion 7th Marines  |         | First Team                | MCAGCC Twentynine Palms, Californie |
| 2nd Battalion 7th Marines  |         | War Dogs                  | MCAGCC Twentynine Palms, Californie |
| 3rd Battalion 7th Marines  |         | The Cutting Edge          | MCAGCC Twentynine Palms, Californie |
| 1st Battalion 8th Marines  |         | The Beirut Battalion      | Camp Lejeune, Caroline du Nord      |
| 2nd Battalion 8th Marines  |         | America's Battalion       | Camp Lejeune, Caroline du Nord      |
| 3rd Battalion 8th Marines  |         | The Commandants Battalion | Camp Lejeune, Caroline du Nord      |
| 1st Battalion 9th Marines  |         | The Walking Dead          | Camp Lejeune, Caroline du Nord      |
| 2nd Battalion 9th Marines  |         | Hell in a Helmet          | Camp Lejeune, Caroline du Nord      |
| 1st Battalion 23rd Marines |         | Lone Star                 | Houston                             |
| 2nd Battalion 23rd Marines |         | Prepared and Professional | Pasadena                            |
| 3rd Battalion 23rd Marines |         |                           | Belle Chasse (Louisiane)            |
| 1st Battalion 24th Marines |         | The Terror from the North | Détroit (Michigan)                  |
| 2nd Battalion 24th Marines |         | The Mad Ghosts            | Chicago                             |
| 3rd Battalion 24th Marines |         |                           | Bridgeton, Missouri                 |
| 1st Battalion 25th Marines |         | New England's Own         | Ayer (Massachusetts)                |
| 2nd Battalion 25th Marines |         | Empire Battalion          | Garden City (New York)              |
| 3rd Battalion 25th Marines |         | Cold Steel Warriors       | Brook Park (Ohio)                   |

#### Bataillons d'artillerie

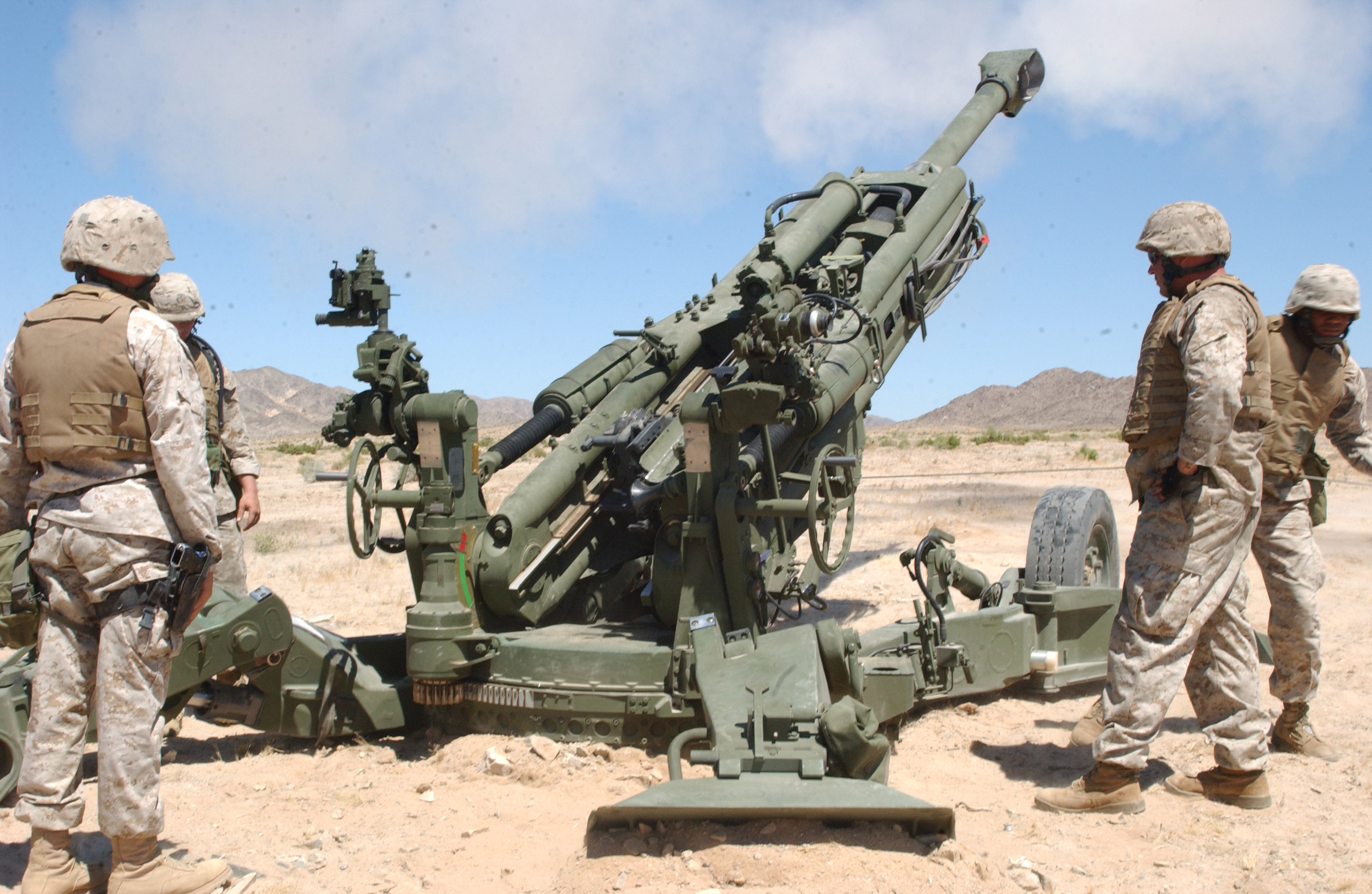
Tir de M777 howitzer

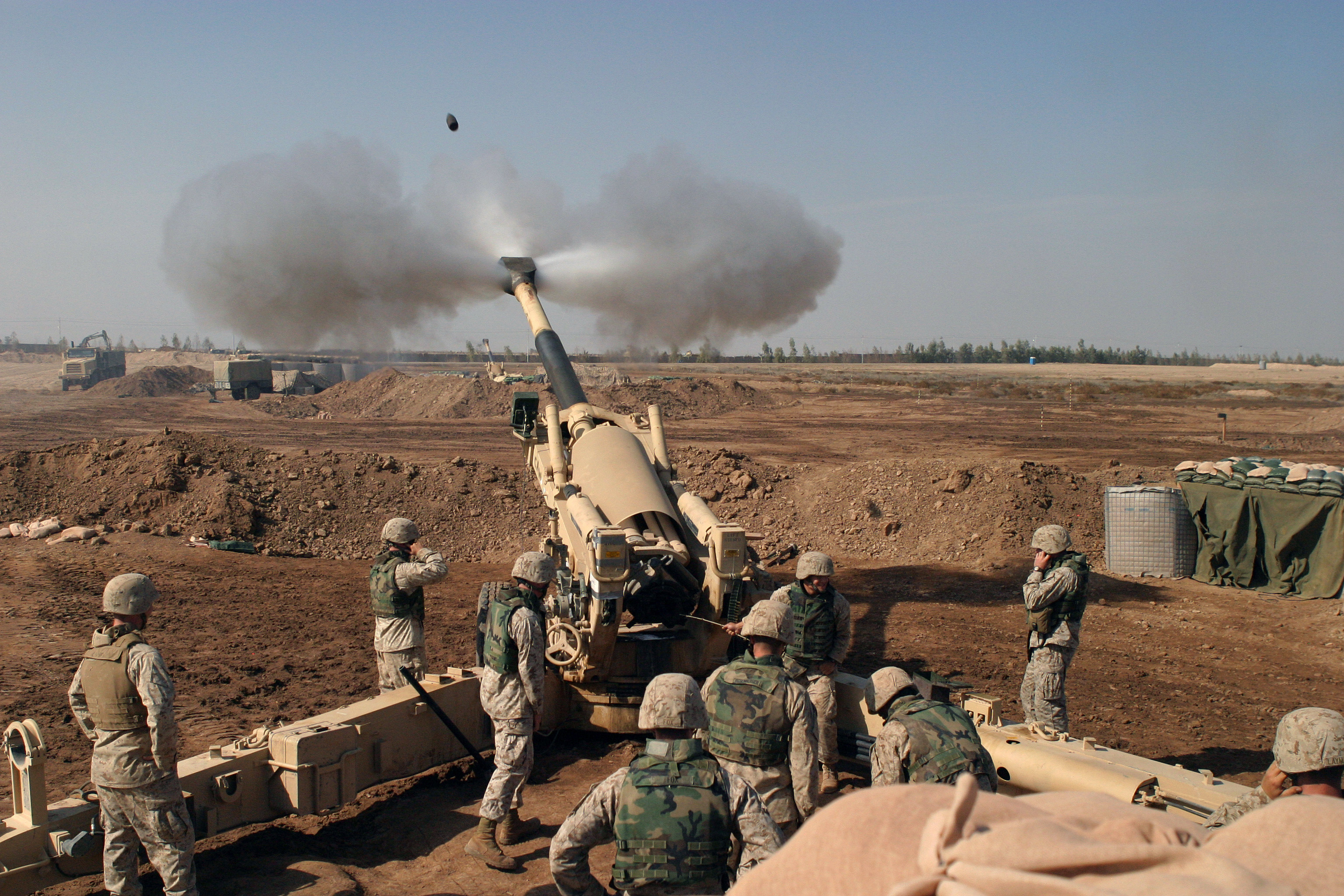
Tir de M198 howitzer

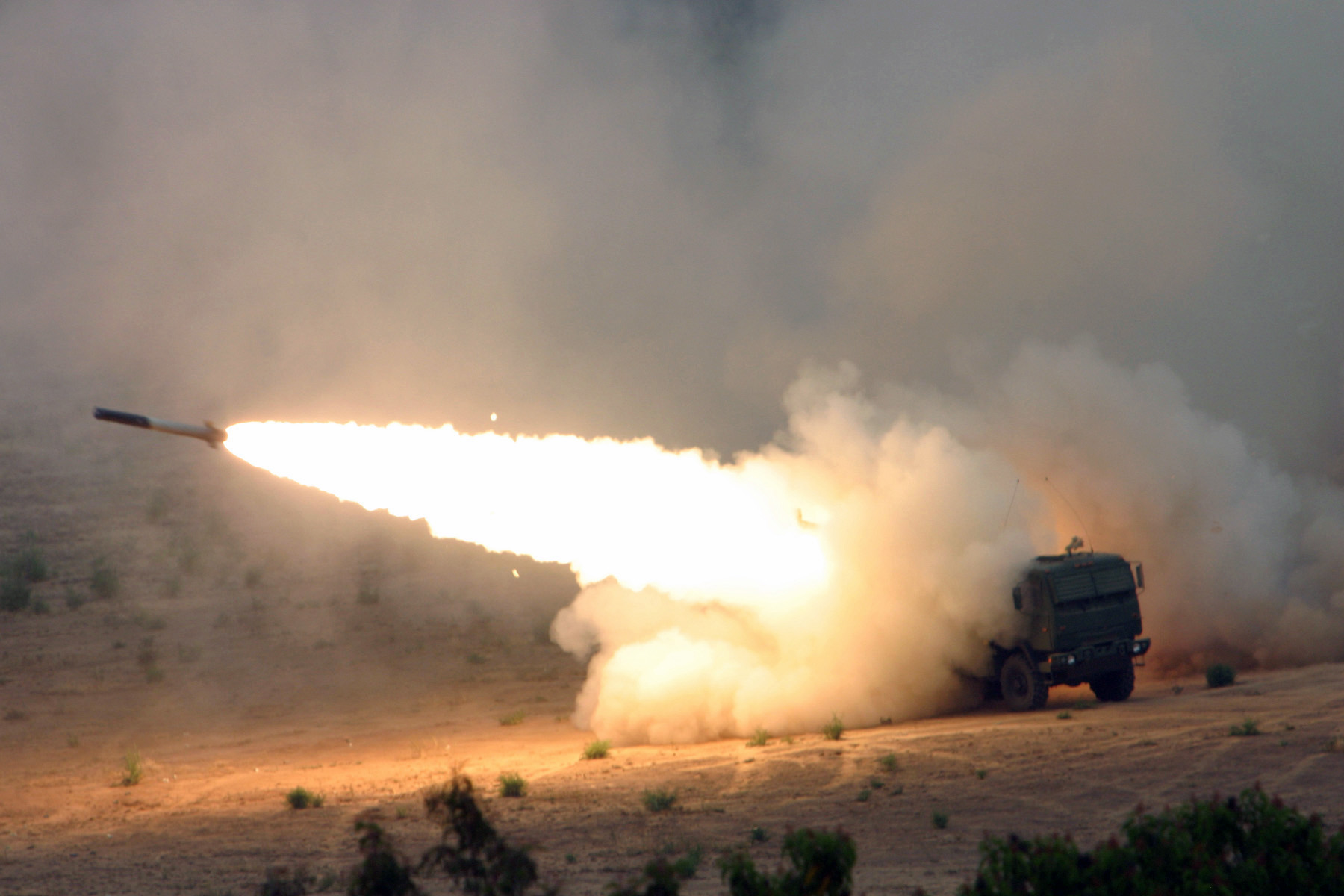
Tir de M142 HIMARS

| Bataillon                  | Insigne | Surnom                  | Localisation                        |
| -------------------------- | ------- | ----------------------- | ----------------------------------- |
| 1st Battalion 10th Marines |         | Nightmare               | Camp Lejeune, Caroline du Nord      |
| 2nd Battalion 10th Marines |         | Gunslinger              | Camp Lejeune, Caroline du Nord      |
| 3rd Battalion 10th Marines |         | Saipan                  | Camp Lejeune, Caroline du Nord      |
| 5th Battalion 10th Marines |         | The Five and Dime       | Camp Lejeune, Caroline du Nord      |
| 1st Battalion 11th Marines |         |                         | Camp Pendleton, Californie          |
| 2nd Battalion 11th Marines |         | The Regiment's Best     | Camp Pendleton, Californie          |
| 3rd Battalion 11th Marines |         | Thunder                 | MCAGCC Twentynine Palms, Californie |
| 5th Battalion 11th Marines |         |                         | Camp Pendleton, Californie          |
| 1st Battalion 12th Marines |         | Spartans                | MCB Hawaii, Hawaï                   |
| 3rd Battalion 12th Marines |         | Warriors of the Pacific | Camp Hansen, Okinawa, Japon         |
| 1st Battalion 14th Marines |         | At The Ready            | Alameda (Californie)                |
| 2nd Battalion 14th Marines |         |                         | Grand Prairie, Texas                |
| 3rd Battalion 14th Marines |         |                         | Philadelphie                        |
| 4th Battalion 14th Marines |         |                         | Bessemer (Alabama)                  |
| 5th Battalion 14th Marines |         |                         | Seal Beach, Californie              |

#### Bataillon de tank

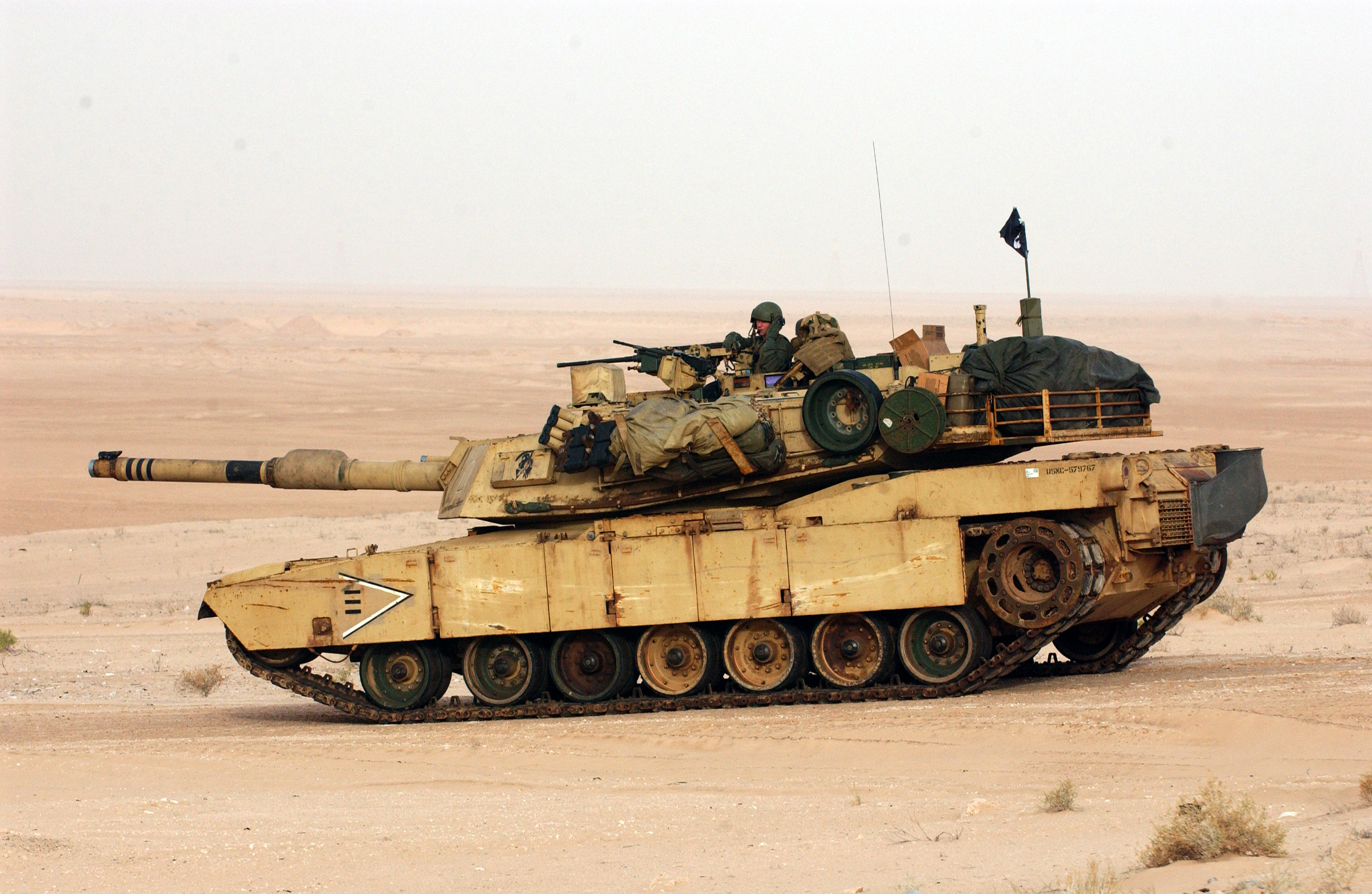
M1A1 Abrams

| Bataillon          | Insigne | Surnom     | Localisation                        |
| ------------------ | ------- | ---------- | ----------------------------------- |
| 1st Tank Battalion |         | 1st Tanks  | MCAGCC Twentynine Palms, Californie |
| 2nd Tank Battalion |         | Iron Horse | Camp Lejeune, Caroline du Nord      |
| 4th Tank Battalion |         |            | San Diego, Californie               |

#### Bataillons blindés

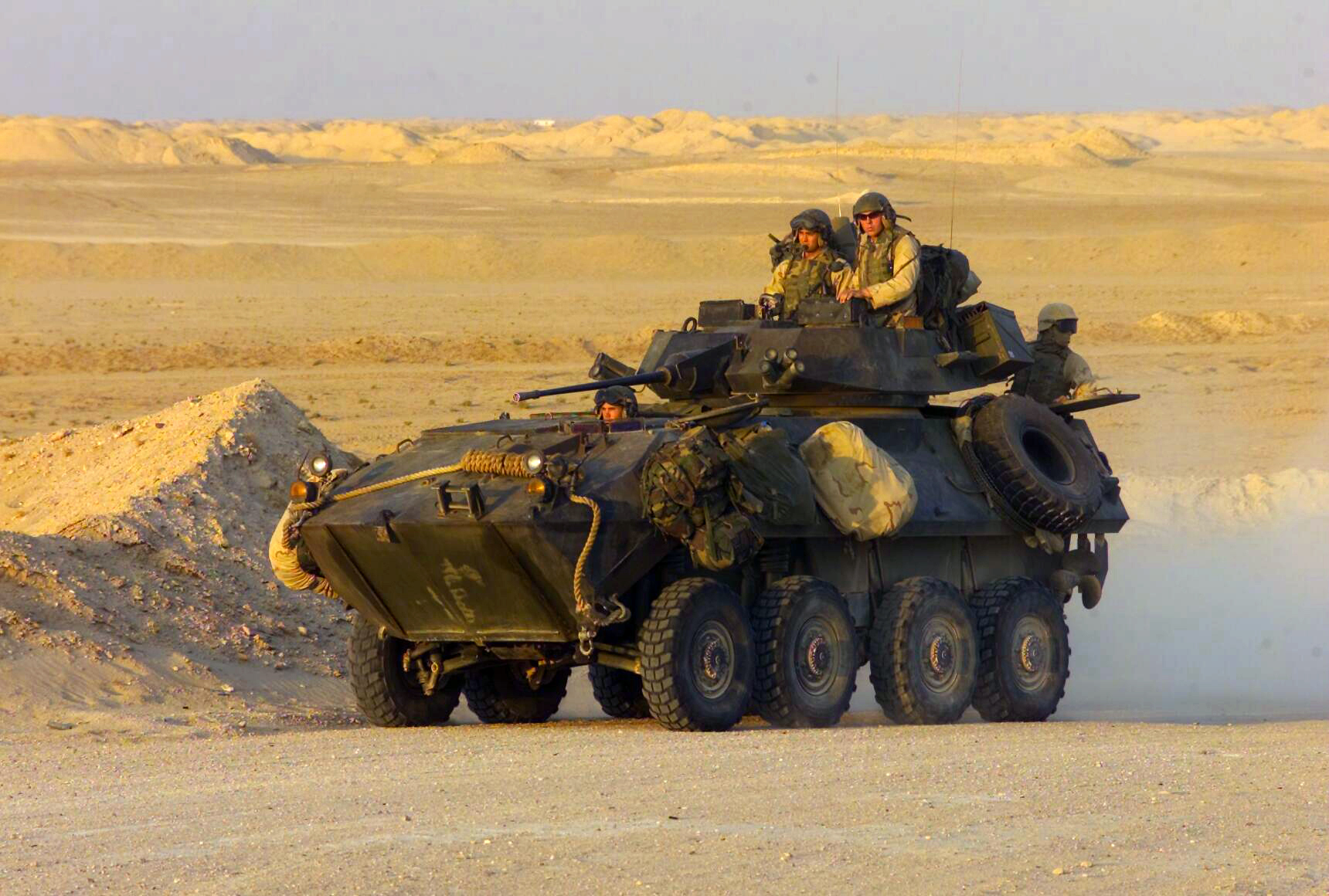
LAV-25

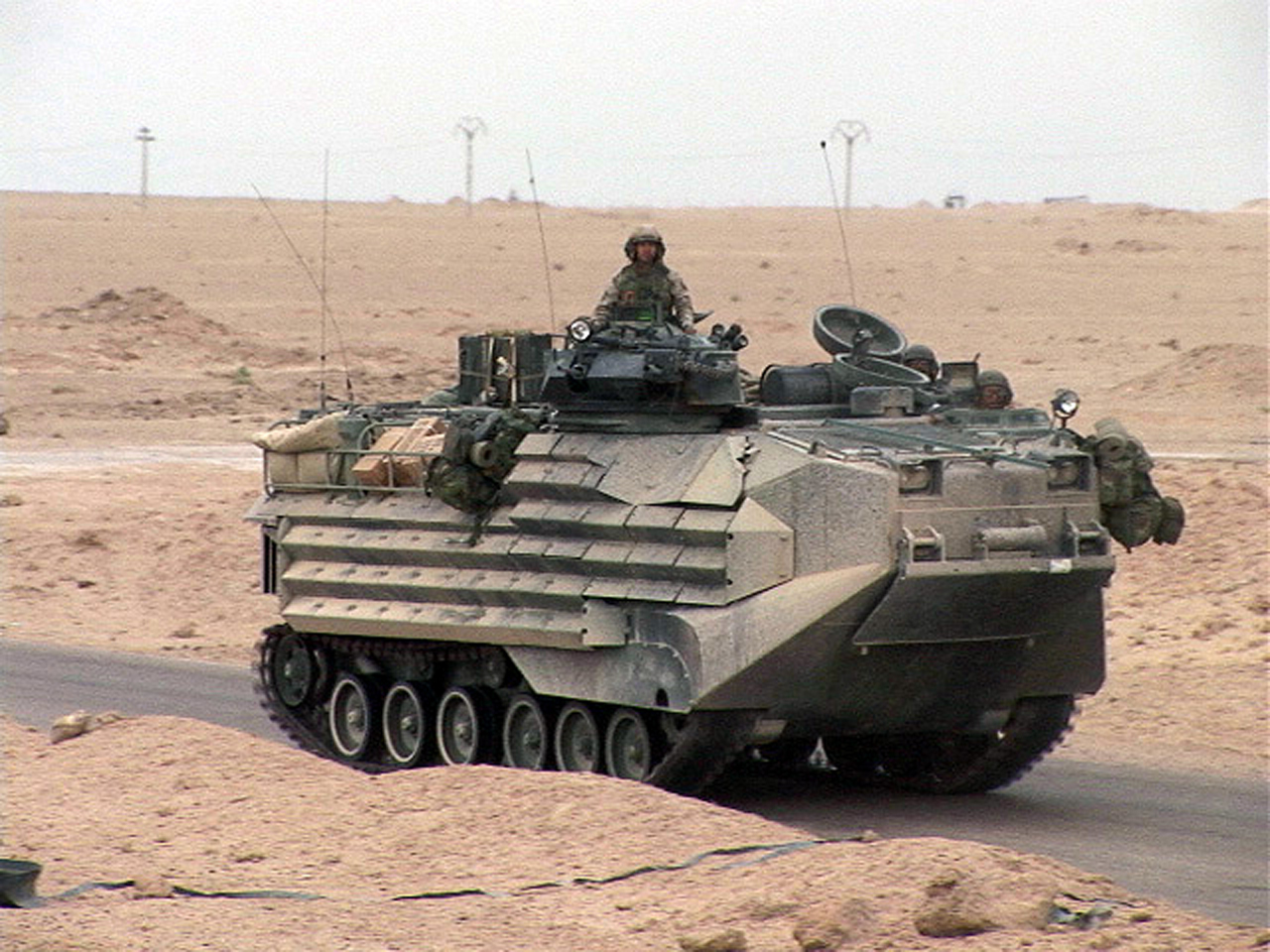
AAV-7A1

| Bataillon                                  | Insigne | Surnom             | Localisation                        |
| ------------------------------------------ | ------- | ------------------ | ----------------------------------- |
| 2nd Assault Amphibian Battalion            |         | The First Wave     | Camp Lejeune, Caroline du Nord      |
| 3rd Assault Amphibian Battalion            |         | 3d Tracks          | Camp Pendleton, Californie          |
| 4th Assault Amphibian Battalion            |         |                    | Baie de Tampa                       |
| Combat Assault Battalion                   |         | The Iron Fist      | Camp Schwab, Okinawa, Japon         |
| 1st Light Armored Reconnaissance Battalion |         | Highlanders        | Camp Pendleton, Californie          |
| 2nd Light Armored Reconnaissance Battalion |         | Destroyers         | Camp Lejeune, Caroline du Nord      |
| 3rd Light Armored Reconnaissance Battalion |         | Wolfpack           | MCAGCC Twentynine Palms, Californie |
| 4th Light Armored Reconnaissance Battalion |         | Iron Horse Marines | Camp Pendleton, Californie          |

#### Bataillons du génie

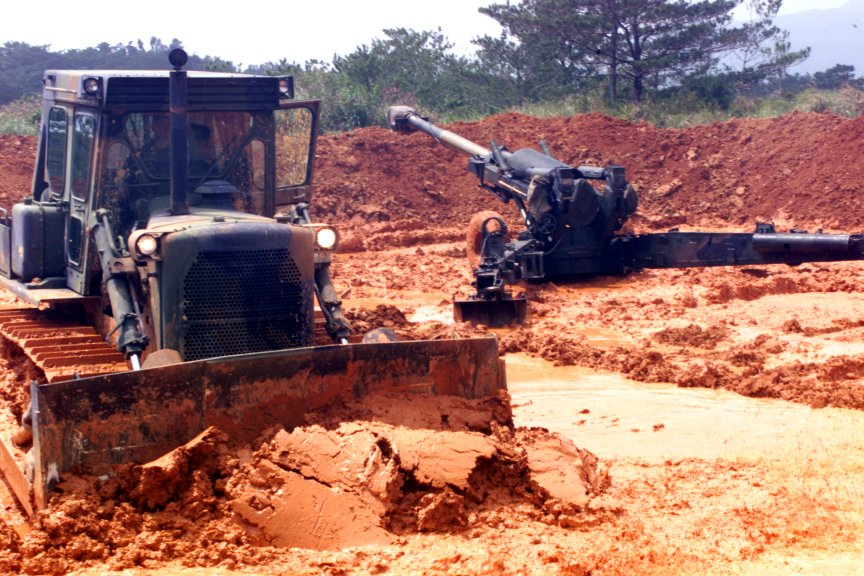
Caterpillar D7

| Bataillon                     | Insigne | Surnom                                           | Localisation                        |
| ----------------------------- | ------- | ------------------------------------------------ | ----------------------------------- |
| 1st Combat Engineer Battalion |         | The Super Breed                                  | Camp Pendleton, Californie          |
| 2nd Combat Engineer Battalion |         |                                                  | Camp Lejeune, Caroline du Nord      |
| 3rd Combat Engineer Battalion |         | Note: 3rd CEB is being reactivated through 2009. | MCAGCC Twentynine Palms, Californie |
| 4th Combat Engineer Battalion |         |                                                  | Baltimore, Maryland                 |

#### Bataillon de reconnaissance

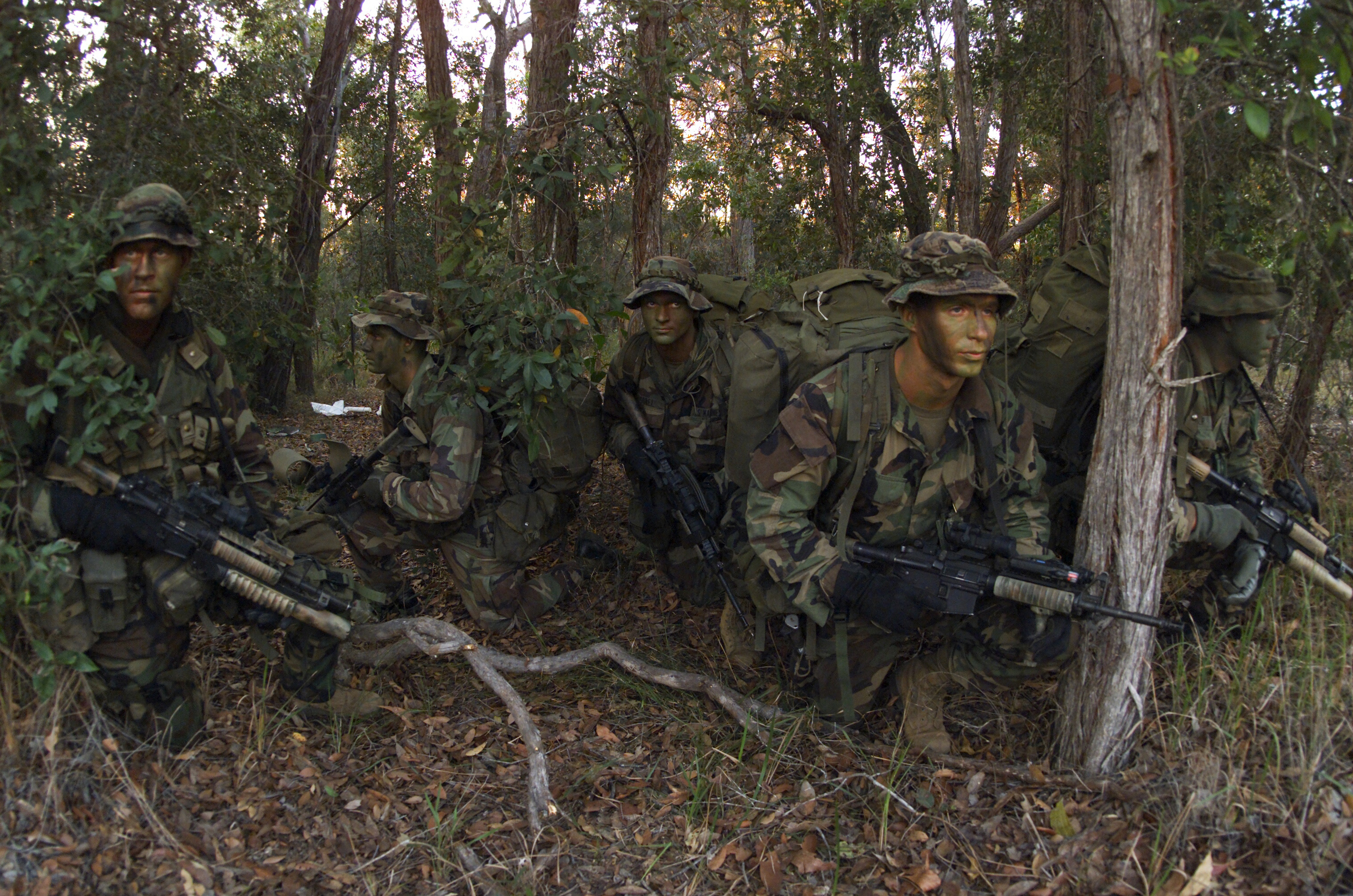
Marines en reconnaissance

| Bataillon                    | Insigne | Surnom   | Localisation                   |
| ---------------------------- | ------- | -------- | ------------------------------ |
| 1st Reconnaissance Battalion |         |          | Camp Pendleton, Californie     |
| 2nd Reconnaissance Battalion |         |          | Camp Lejeune, Caroline du Nord |
| 3rd Reconnaissance Battalion |         | Mortalis | Camp Schwab, Okinawa, Japon    |
| 4th Reconnaissance Battalion |         |          | San Antonio, Texas             |

#### Bataillons de commandement
| Bataillon                                  | Insigne | Surnom           | Localisation                   |
| ------------------------------------------ | ------- | ---------------- | ------------------------------ |
| Headquarters Battalion 1st Marine Division |         | Standard Bearers | Camp Pendleton, Californie     |
| Headquarters Battalion 2nd Marine Division |         |                  | Camp Lejeune, Caroline du Nord |
| Headquarters Battalion 3rd Marine Division |         | Samurai          | Camp Courtney, Okinawa, Japon  |
| Headquarters Battalion 4th Marine Division |         |                  | La Nouvelle-Orléans, Louisiane |

### Bataillons de soutien

#### Bataillons de soutien logistique
| Bataillon                     | Insigne | Surnom              | Localisation                                |
| ----------------------------- | ------- | ------------------- | ------------------------------------------- |
| Combat Logistics Battalion 1  |         |                     | Camp Pendleton, Californie                  |
| Combat Logistics Battalion 2  |         |                     | Camp Lejeune, Caroline du Nord              |
| Combat Logistics Battalion 3  |         |                     | MCB Hawaii, Kaneohe Bay, Hawaï              |
| Combat Logistics Battalion 4  |         | The Supporting Edge | Camp Butler, Okinawa, Japon                 |
| Combat Logistics Battalion 5  |         |                     | Camp Pendleton, Californie                  |
| Combat Logistics Battalion 6  |         | Red Cloud Battalion | Camp Lejeune, Caroline du Nord              |
| Combat Logistics Battalion 7  |         |                     | MCAGCC Twentynine Palms, Californie         |
| Combat Logistics Battalion 8  |         |                     | Camp Lejeune, Caroline du Nord              |
| Combat Logistics Battalion 11 |         |                     | Camp Pendleton, Californie                  |
| Combat Logistics Battalion 13 |         | Lucky               | Camp Pendleton, Californie                  |
| Combat Logistics Battalion 15 |         | Blackout            | Camp Pendleton, Californie                  |
| Combat Logistics Battalion 22 |         |                     | Camp Lejeune, Caroline du Nord              |
| Combat Logistics Battalion 23 |         |                     | Joint Base Lewis-McChord, Washington (État) |
| Combat Logistics Battalion 24 |         |                     | Camp Lejeune, Caroline du Nord              |
| Combat Logistics Battalion 26 |         |                     | Camp Lejeune, Washington (État)             |
| Combat Logistics Battalion 31 |         |                     | Camp Butler, Okinawa, Japon                 |
| Combat Logistics Battalion 46 |         |                     | Red Bank (New Jersey)                       |

#### Bataillons de maintenance
| Bataillon                 | Insigne | Surnom              | Localisation                   |
| ------------------------- | ------- | ------------------- | ------------------------------ |
| 1st Maintenance Battalion |         | Warfighters         | Camp Pendleton, Californie     |
| 2nd Maintenance Battalion |         | Sustinare Bellatore | Camp Lejeune, Caroline du Nord |
| 3rd Maintenance Battalion |         |                     | Camp Butler, Okinawa, Japon    |
| 4th Maintenance Battalion |         |                     | Charlotte (Caroline du Nord)   |

#### Bataillons de soutien du génie
| Bataillon                      | Insigne | Surnom | Localisation                   |
| ------------------------------ | ------- | ------ | ------------------------------ |
| 6th Engineer Support Battalion |         |        | Portland, Oregon               |
| 7th Engineer Support Battalion |         |        | Camp Pendleton, Californie     |
| 8th Engineer Support Battalion |         |        | Camp Lejeune, Caroline du Nord |
| 9th Engineer Support Battalion |         |        | Camp Butler, Okinawa, Japon    |

#### Bataillons de ravitaillement
| Bataillon            | Insigne | Surnom          | Localisation                   |
| -------------------- | ------- | --------------- | ------------------------------ |
| 1st Supply Battalion |         | Dragon Warriors | Camp Pendleton, Californie     |
| 2nd Supply Battalion |         |                 | Camp Lejeune, Caroline du Nord |
| 3rd Supply Battalion |         |                 | Camp Butler, Okinawa, Japon    |
| 4th Supply Battalion |         |                 | Newport News (Virginie)        |

#### Bataillons médicaux
| Bataillons            | Insigne | Surnom            | Localisation                   |
| --------------------- | ------- | ----------------- | ------------------------------ |
| 1st Medical Battalion |         | Cheaters of Death | Camp Pendleton, Californie     |
| 2nd Medical Battalion |         |                   | Camp Lejeune, Caroline du Nord |
| 3rd Medical Battalion |         |                   | Camp Butler, Okinawa, Japon    |
| 4th Medical Battalion |         |                   | San Diego, Californie          |

#### Bataillons dentaires
| Batallon             | Insigne | Surnom | Localisation                   |
| -------------------- | ------- | ------ | ------------------------------ |
| 1st Dental Battalion |         |        | Camp Pendleton, Californie     |
| 2nd Dental Battalion |         |        | Camp Lejeune, Caroline du Nord |
| 3rd Dental Battalion |         |        | Camp Butler, Okinawa, Japon    |
| 4th Dental Battalion |         |        | Marietta (Géorgie)             |

#### Autres bataillons
| Bataillon                                                   | Insigne | Surnom | Localisation                   |
| ----------------------------------------------------------- | ------- | ------ | ------------------------------ |
| Headquarters & Service Battalion 1st Marine Logistics Group |         |        | Camp Pendleton, Californie     |
| Headquarters & Service Battalion 2nd Marine Logistics Group |         |        | Camp Lejeune, Caroline du Nord |
| Headquarters & Service Battalion 3rd Marine Logistics Group |         |        | Camp Butler, Okinawa, Japon    |
| Headquarters & Service Battalion 4th Marine Logistics Group |         |        | Marietta (Georgie)             |
| 6th Motor Transport Battalion                               |         |        | Red Bank (New Jersey)          |
| 4th Landing Support Battalion                               |         |        | Fort Lewis, Washington         |

### Command Element units

#### Bataillons de renseignement
| Bataillon                      | Insigne | Surnom | Localisation                   |
| ------------------------------ | ------- | ------ | ------------------------------ |
| 1st Intelligence Battalion     |         |        | Camp Pendleton, Californie     |
| 2nd Intelligence Battalion     |         |        | Camp Lejeune, Caroline du Nord |
| 3rd Intelligence Battalion     |         |        | Camp Hansen, Okinawa, Japon    |
| Intelligence Support Battalion |         |        | La Nouvelle-Orléans, Louisiane |

#### Bataillons de communication
| Bataillons                   | Insigne | Surnom | Localisation                   |
| ---------------------------- | ------- | ------ | ------------------------------ |
| 6th Communication Battalion  |         |        | Brooklyn, New York             |
| 7th Communications Battalion |         |        | Camp Hansen, Okinawa, Japon    |
| 8th Communication Battalion  |         |        | Camp Lejeune, Caroline du Nord |
| 9th Communication Battalion  |         |        | Camp Pendleton, Californie     |

#### Bataillons radio
| Bataillon           | Insigne | Surnom                    | Localisation                    |
| ------------------- | ------- | ------------------------- | ------------------------------- |
| 1st Radio Battalion |         |                           | Camp Pendleton, Californie      |
| 2nd Radio Battalion |         | America's Radio Battalion | Camp Lejeune, Caroline du Nord  |
| 3rd Radio Battalion |         |                           | Marine Corps Base Hawaii, Hawaï |

### Autres bataillons

#### BataillonsMARSOC
| Bataillon                                      | Insigne | Surnom  |
| ---------------------------------------------- | ------- | ------- |
| 1st Marine Special Operations Raider Battalion |         | Gringos |
| 2nd Marine Special Operations Raider Battalion |         |         |
| 3rd Marine Special Operations Raider Battalion |         |         |

#### Law Enforcement Battalions
| Bataillon                     | Insigne | Surnom | Localisation                   |
| ----------------------------- | ------- | ------ | ------------------------------ |
| 1st Law Enforcement Battalion |         |        | Camp Pendleton, Californie     |
| 2nd Law Enforcement Battalion |         |        | Camp Lejeune, Caroline du Nord |
| 3rd Law Enforcement Battalion |         |        | Okinawa, Japon                 |
| 4th Law Enforcement Battalion |         |        | St. Paul, Minnesota            |

#### Bataillons de Défense Aérienne de Basse altitude

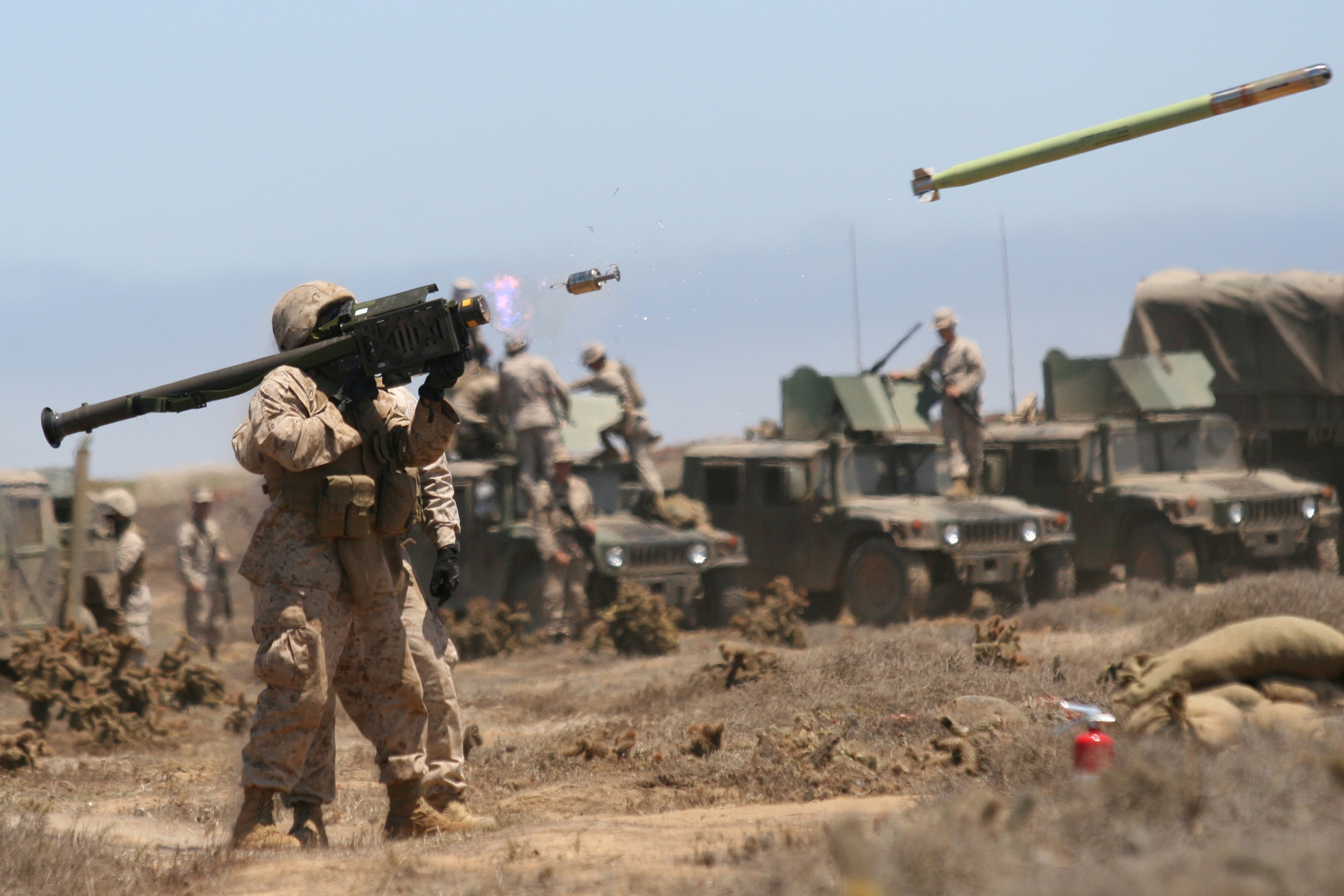
Un artilleur LAAD tirant un missile FIM-92 Stinger

| Bataillon          | Insigne | Surnom           | Localisation       |
| ------------------ | ------- | ---------------- | ------------------ |
| 2nd LAAD Battalion |         | Death From Below | Cherry Point, NC   |
| 3rd LAAD Battalion |         | Feel The Sting   | Camp Pendleton, CA |

#### Bataillons de Formation de recrue
| Bataillon                      | Insigne | Surnom           |
| ------------------------------ | ------- | ---------------- |
| 1st Recruit Training Battalion |         | Big Red One      |
| 2nd Recruit Training Battalion |         | Second to None   |
| 3rd Recruit Training Battalion |         | Thundering Third |
| 4th Recruit Training Battalion |         | Go Forth         |

#### Bataillons de formation
| Bataillon                                             | Insigne | Surnom          |
| ----------------------------------------------------- | ------- | --------------- |
| The Basic School's Instructor Battalion               |         | CRF             |
| Assault Amphibian School Battalion                    |         | Ray's YUT YAS's |
| Marine Corps Engineer School                          |         | [ 45 ]          |
| Weapons & Field Training Battalion MCB Camp Pendleton |         |                 |
| Weapons & Field Training Battalion MCRD Parris Island |         |                 |

#### Spécialité
| Bataillon                                   | Insigne | Surnom |
| ------------------------------------------- | ------- | ------ |
| Chemical Biological Incident Response Force |         | CBIRF  |
| Marine Cryptologic Support Battalion        |         |        |
| Marine Corps Security Force Regiment        |         |        |
| Marine Corps Embassy Security Group         |         |        |
| Fleet Marine Force Reconnaissance Company   |         |        |
| Anti-Terrorism Battalion                    |         |        |

## Unités inactives

### 5th Marine Division
| Bataillon                                  | Insigne | Surnom |
| ------------------------------------------ | ------- | ------ |
| Headquarters Battalion 5th Marine Division |         |        |

#### 13th Marine Regiment
| Bataillon                  | Insigne | Surnom |
| -------------------------- | ------- | ------ |
| 1st Battalion 13th Marines |         |        |
| 2nd Battalion 13th Marines |         |        |
| 3rd Battalion 13th Marines |         |        |
| 4th Battalion 13th Marines |         |        |

#### 26th Marine Regiment
| Bataillon                  | Insigne | Surnom            |
| -------------------------- | ------- | ----------------- |
| 1st Battalion 26th Marines |         | The Professionals |
| 2nd Battalion 26th Marines | Nomads  |                   |
| 3rd Battalion 26th Marines |         | Path-Finders      |

#### 27th Marine Regiment
| Bataillon                  | Insigne | Surnom |
| -------------------------- | ------- | ------ |
| 1st Battalion 27th Marines |         |        |
| 2nd Battalion 27th Marines |         |        |
| 3rd Battalion 27th Marines |         |        |

#### 28th Marine Regiment
| Bataillon                  | Insigne | Surnom |
| -------------------------- | ------- | ------ |
| 1st Battalion 28th Marines |         |        |
| 2nd Battalion 28th Marines |         |        |
| 3rd Battalion 28th Marines |         |        |

#### Autres 5th Marine Division battalions
| Bataillon                               | Insigne | Surnom |
| --------------------------------------- | ------- | ------ |
| 5th Engineer Battalion                  |         |        |
| 5th Pioneer Battalion                   |         |        |
| 5th Service Battalion                   |         |        |
| 5th Tank Battalion                      |         |        |
| 5th Motor Transportation Battalion      |         |        |
| 5th Medical Battalion                   |         |        |
| 5th Amphibian Tractor Battalion         |         |        |
| 5th Joint Assault Signal Battalion      |         |        |
| 2nd Armored Amphibian Tractor Battalion |         |        |
| 3rd Armored Tractor Battalion           |         |        |
| 11th Amphibian Tractor Battalion        |         |        |
| 5th Reconnaissance Battalion            |         |        |

### 6th Marine Division
| Bataillon                                  | Insigne | Surnom |
| ------------------------------------------ | ------- | ------ |
| Headquarters Battalion 6th Marine Division |         |        |

#### 15th Marine Regiment (United States)
| Bataillon                  | Insigne | Surnom |
| -------------------------- | ------- | ------ |
| 1st Battalion 15th Marines |         |        |
| 2nd Battalion 15th Marines |         |        |
| 3rd Battalion 15th Marines |         |        |
| 4th Battalion 15th Marines |         |        |

#### 22nd Marine Regiment
| Bataillon                  | Insigne | Surnom |
| -------------------------- | ------- | ------ |
| 1st Battalion 22nd Marines |         |        |
| 2nd Battalion 22nd Marines |         |        |
| 3rd Battalion 22nd Marines |         |        |

#### 29th Marine Regiment
| Bataillon                  | Insigne | Surnom |
| -------------------------- | ------- | ------ |
| 1st Battalion 29th Marines |         |        |
| 2nd Battalion 29th Marines |         |        |
| 3rd Battalion 29th Marines |         |        |

#### Autres 6th Marine Division battalions
| Bataillon                    | Insigne | Surnom |
| ---------------------------- | ------- | ------ |
| 6th Tank Battalion           |         |        |
| 6th Medical Battalion        |         |        |
| 6th Reconnaissance Battalion |         |        |

### Autres

#### 9th Marine Regiment
| Bataillon                                                                   | Insigne | Surnom           |
| --------------------------------------------------------------------------- | ------- | ---------------- |
| 1st Battalion 9th Marines reactivated & attached to 8th Marine Regiment     |         | The Walking Dead |
| 2nd Battalion 9th Marines reactivated & attached to 6th Marine Regiment     |         | Hell in a Helmet |
| 3rd Battalion 9th Marines reactivated & attached to the 2nd Marine Regiment |         | Shadow Warriors  |

#### 21st Marine Regiment
| Bataillon                  | Insigne | Surnom |
| -------------------------- | ------- | ------ |
| 1st Battalion 21st Marines |         |        |
| 2nd Battalion 21st Marines |         |        |
| 3rd Battalion 21st Marines |         |        |

#### Marine defense battalions
| Bataillon              | Insigne | Surnom                |
| ---------------------- | ------- | --------------------- |
| 1st Defense Battalion  |         | Wake Island Defenders |
| 2d Defense Battalion   |         |                       |
| 3d Defense Battalion   |         |                       |
| 4th Defense Battalion  |         |                       |
| 5th Defense Battalion  |         |                       |
| 6th Defense Battalion  |         |                       |
| 7th Defense Battalion  |         |                       |
| 8th Defense Battalion  |         |                       |
| 9th Defense Battalion  |         | Fighting Ninth        |
| 10th Defense Battalion |         |                       |
| 11th Defense Battalion |         |                       |
| 12th Defense Battalion |         |                       |
| 13th Defense Battalion |         |                       |
| 14th Defense Battalion |         | Five: Fourteenth      |
| 15th Defense Battalion |         | First: Fifteenth      |
| 16th Defense Battalion |         |                       |
| 17th Defense Battalion |         | Two: Seventeen        |
| 18th Defense Battalion |         |                       |
| 51st Defense Battalion |         |                       |
| 52nd Defense Battalion |         |                       |

#### 1st Marine Parachute Regiment
| Bataillon               | Insigne | Surnom |
| ----------------------- | ------- | ------ |
| 1st Parachute Battalion |         |        |
| 2nd Parachute Battalion |         |        |
| 3rd Parachute Battalion |         |        |
| 4th Parachute Battalion |         |        |

Note: Personnel from this unit were transferred to the 5th Marine Division.

#### 1st Marine Raider Regiment
| Bataillon                   | Insigne | Surnom            |
| --------------------------- | ------- | ----------------- |
| 1st Marine Raider Battalion |         | Edson's Raiders   |
| 2nd Marine Raider Battalion |         | Carlson's Raiders |
| 3rd Marine Raider Battalion |         |                   |
| 4th Marine Raider Battalion |         |                   |

Note: In February 1944 the 1st Raider Regiment was disbanded and reorganized as the 4th Marine Regiment.

#### Tank battalions
| Bataillon          | Insigne | Surnom           |
| ------------------ | ------- | ---------------- |
| 3rd Tank Battalion |         |                  |
| 8th Tank Battalion |         | Whispering Death |

#### Amphibian Tractor battalions
| Bataillon                       | Insigne | Surnom |
| ------------------------------- | ------- | ------ |
| 6th Amphibian Tractor Battalion |         |        |
| 8th Amphibian Tractor Battalion |         |        |

#### Armored Amphibian Tractor battalions
| Bataillon                       | Insigne | Surnom |
| ------------------------------- | ------- | ------ |
| 1st Armored Amphibian Battalion |         |        |
| 2nd Armored Amphibian Battalion |         |        |
| 3rd Armored Amphibian Battalion |         |        |

#### Bataillons Indépendants
| Bataillon                                              | Insigne | Surnom                                                               |
| ------------------------------------------------------ | ------- | -------------------------------------------------------------------- |
| MCSOCOM Detachment One                                 |         | Note: was used as a test for Marine Corps Special Operations Command |
| 1st Anti-Tank Battalion                                |         | Ontos                                                                |
| 3rd Anti-Tank Battalion                                |         | Sturm und Drang                                                      |
| 4th Battalion 10th Marines                             |         | Fighting 4th                                                         |
| 2nd Battalion 12th Marines                             |         | The Thundering Guns of Death                                         |
| 4th Battalion 12th Marines                             |         | Hell's Hammers                                                       |
| 11th Engineer Battalion                                |         | Construction Destruction                                             |
| 6th Reconnaissance Battalion                           |         |                                                                      |
| 19th Battalion (United States Marine Corps)            |         |                                                                      |
| 6th Machine Gun Battalion (United States Marine Corps) |         |                                                                      |